# Hraniční přechod Bartultovice–Trzebina
Hraniční přechod Bartultovice–Trzebina (polsky Przejście graniczne Trzebina–Bartultovice) je bývalý silniční hraniční přechod na česko-polské státní hranici na hraničním úseku II/135 - II/135/1 mezi českou vesnicí Bartultovice (část obce Vysoká, okres Bruntál, Moravskoslezský kraj) a polskou vesnicí Trzebina (okres Prudník, Opolské vojvodství). Přechod leží v nadmořské výšce 269 m n. m. na silnici I/57; za hranicí pokračuje polská silnice č. 41 ve směru na města Prudník a Nysa. Před zrušením byl určen pro pěší, cyklisty, motocykly, osobní automobily, autobusy a nákladní vozidla.
Hraniční přechod byl zrušen při vstupu České republiky do Schengenského prostoru v roce 2007. V případě dočasného znovuzavedení ochrany vnitřních hranic je provoz na hraničním přechodu upraven Sdělením Ministerstva vnitra č. 395/2021 Sb.

## Další informace
Hraniční přechod se nachází na přemostění Hraničního potoka.